# Bánh đường
Bánh đường là món tráng miệng đặc trưng của các nước Tây Âu như Thượng Pháp và Bỉ. Ở tỉnh Quebec và cộng đồng người Canada gốc Pháp trên khắp Canada thì bánh còn có tên gọi là tarte au sucre. Bánh đường cũng xuất hiện ở các bang miền Trung Tây Hoa Kỳ.

## Công thức

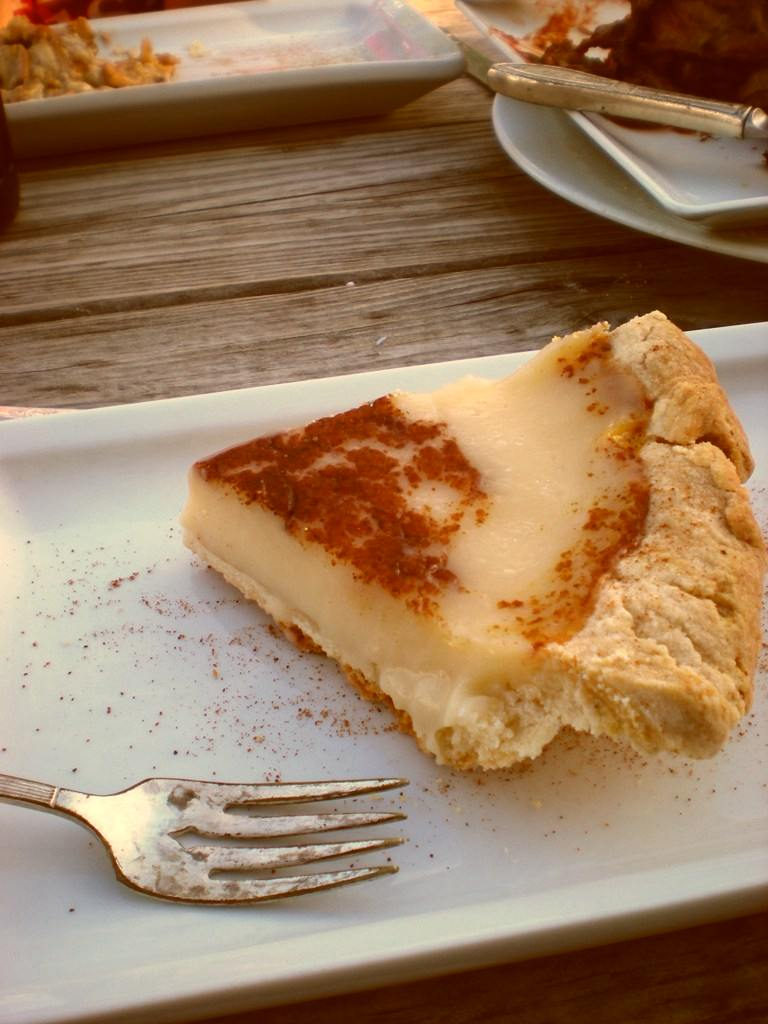
Một lát bánh kem đường

Bánh đường là loại bánh có một lớp vỏ với nhân làm từ bột mì, bơ, muối, vani, kem sữa và đường nâu hoặc siro phong (thỉnh thoảng là cả hai). Khi nướng, các nguyên liệu này kết hợp với nhau tạo thành một hỗn hợp đồng nhất tương tự như caramen. Nếu sử dụng siro phong, nó có thể được gọi là bánh phong. Món tráng miệng có tên gọi là "bánh ngón tay" bởi vì bánh được khuấy bằng ngón tay trong khi nướng. Nó được khuấy như vậy là để ngăn không cho lớp vỏ bánh bị nứt.
Phiên bản châu Âu có sự hao hao giống với chiếc "bánh trong suốt" của Hoa Kỳ (tên miền Trung Tây và miền Nam Hoa Kỳ của loại bánh hồ đào pecan không có hồ đào pecan), giống với bánh tart bơ của người Canada gốc Anh hoặc giống với bánh tart treacle của người Anh.
Phiên bản Indiana của bánh đường có tên gọi là bánh kem đường, được tin là có nguồn gốc từ người nhập cư Quaker từ miền bắc Carolina đầu thế kỷ 19, và sau đó định cư ở miền đông-trung Indiana, chủ yếu là quanh các thành phố New Castle, Portland, Richmond, và Winchester.
Người Amish cũng góp phần làm phổ biến bánh kem đường, khiến cho bánh trở nên dễ tìm kiếm ở nơi họ cư trú. Nói một cách cụ thể, bánh kem đường là món ăn được yêu thích ở khu vực người Đức Pennsylvania, tương tự như bánh shoofly, một món bánh tráng miệng. Người Shaker cũng có biến thể của loại bánh. Tuy nhiên, người Shaker đã từ bỏ cộng đồng ở West Union (Busro) (gần với Vincennes, Indiana ngày nay) vào năm 1827. Có vẻ như họ không phải là nhóm người làm món bánh tránh miệng này phổ biến ở bang.
Nhà sản xuất lớn nhất của những chiếc bánh này là Wick's Pies, có nhà máy đặt tại Winchester, Indiana, và sản xuất 750.000 chiếc bánh kem đường mỗi năm. Công thức mà Wick's sử dụng lấy cảm hứng từ một công thức gia đình có nguồn gốc từ thế kỷ XIX. Bánh được bán ở 25 bang.